# Elon Moreh
Elon Moreh (en hebreo: אֵלוֹן מוֹרֶה) es un asentamiento israelí judío ortodoxo ubicado en la Cisjordania ocupada, en Palestina. Está situado al noreste de la ciudad palestina de Nablus, en las laderas de la cresta del monte Kabir. Según el sistema administrativo palestino, se encuentra en la gobernación de Nablus, mientras que según el israelí, está bajo la jurisdicción del Concejo Regional Samaria. En 2021, Elon Moreh tenía una población de 2009 habitantes.

## Ubicación
Elon Moreh está ubicado en tierras confiscadas a dos aldeas palestinas, Azmut y Deir Hatab. La comunidad internacional considera que los asentamientos israelíes en la Cisjordania ocupada, son ilegales según el derecho internacional público, pero el gobierno israelí niega esta afirmación.

## Nombre y referencias bíblicas
El nombre del pueblo proviene de un pasaje de la sagrada Torá que se refiere al primer lugar donde se estableció el patriarca Abraham, después de cruzar el Río Jordán. En la Santa Biblia, Elon Moreh es donde Dios le dijo a Abraham: "A tu descendencia daré esta tierra" (Génesis 12:7). Jacob, hijo de Isaac y nieto de Abraham, compró tierras cerca de Elon Moreh y Siquem, en Canaán (Génesis 33:19).

## Historia
El asentamiento de Elon Moreh se construyó por primera vez en un sitio adyacente a Rujeib y luego, tras una apelación y una decisión judicial, fue transferido en 1979 a tierras cercanas confiscadas por las FDI a dos aldeas palestinas, Azmut y Deir al-Hatab. Posteriormente, a la población de Salim se le confiscaron más tierras. Los límites municipales oficiales se extienden alrededor de 1.844 dunams de tierra. Según la organización sin ánimo de lucro ARIJ, las expropiaciones de las dos aldeas originalmente fueron las siguientes;  659 dunams de Deir al-Hatab y 639 dunams de Azmut. Posteriormente tuvo lugar una confiscación de 23 hectáreas, con la incautación no sólo de otras tierras de Azmut y Deit Hatab, sino también de parcelas de tierra pertenecientes al pueblo de Salim en 1995, con el fin de construir la Ruta 557, pavimentando Elon Moreh y uniéndola  hasta el cercano pueblo y asentamiento judío de Itamar. El propósito aparente de la ruta era permitir a los colonos evitar pasar por Salim. La carretera está prohibida para los vehículos palestinos, y los propios ciudadanos palestinos locales no pueden cruzarla a pie; un efecto secundario de esta medida fue negar a los habitantes locales de la Cisjordania ocupada, el acceso al 70% de sus tierras restantes. La extensión efectiva de tierra palestina bajo el control del asentamiento de Elon Moreh es mucho mayor. Según investigaciones adicionales de la Oficina de Naciones Unidas para la Coordinación de Asuntos Humanitarios (OCHA), Elon Moreh ejerce una autoridad que impone severas restricciones a los palestinos sobre el territorio adyacente, en lugar de los límites municipales oficiales mostrados, aproximadamente 15.500 dunams. Las propias estadísticas oficiales israelíes documentan que el 63% del área afectada consiste en tierras de propiedad privada de palestinos de tres aldeas afectadas. El método de hacer declaraciones de tierras estatales en Cisjordania, se utilizó posteriormente para crear muchos otros asentamientos israelíes en la Cisjordania ocupada. Elon Moreh sentó un precedente para muchos colonos israelíes, aunque se trata de un acuerdo ilegal según el derecho público internacional.

## Conflicto árabe-israelí
El 29 de julio de 1985 se descubrieron los cadáveres de dos jóvenes palestinos cerca de Elon Moreh. Habían desaparecido poco después del asesinato de dos profesores cerca de Yenín, el 21 de julio. El ejército israelí informó que habían estado preparando una bomba, sus familias lo negaron rotundamente. El 21 de mayo de 1987, el menor israelí Rami Chaba, de 8 años de edad, fue encontrado muerto en una cueva con la cabeza aplastada por una roca, fuera del perímetro del asentamiento Elon Moreh, sus padres y vecinos lo buscaron toda la noche después de que lo vieran por última vez andando en bicicleta el día anterior. El 6 de abril de 1988, la menor Tirza Porat, de 15 años y residente de Elon Moreh, fue asesinada a tiros en la vecina aldea palestina de Beita, por un colono judío llamado Romam Aldubli. El 7 de octubre de 2000, la Tumba de José fue saqueada y arrasada por ciudadanos árabes palestinos. A la mañana siguiente, el cuerpo acribillado a balazos del Rabino Hillel Lieberman, de Elon Moreh, un primo del senador judío Joe Lieberman, fue encontrado en las afueras de Nablus, donde había ido a comprobar los daños de la tumba.  El 28 de marzo de 2002, un pistolero palestino se infiltró en la aldea, irrumpió en la casa de la familia Gavish y abrió fuego. El pistolero logró matar a cuatro residentes antes de ser abatido. Las víctimas fueron los judíos Rachel Gavish (50), David Gavish (50), Avraham Gavish (20) y Yitzhak Kanner (83). En marzo de 2012, dos ciudadanos palestinos, fueron vistos intentando infiltrarse en el asentamiento de Elon Moreh; fueron arrestados por las FDI, cuando se descubrió que los asaltantes estaban en posesión de grandes cuchillos, las fuerzas de seguridad creen que se evitó un ataque con arma blanca.